# Szkoda górnicza

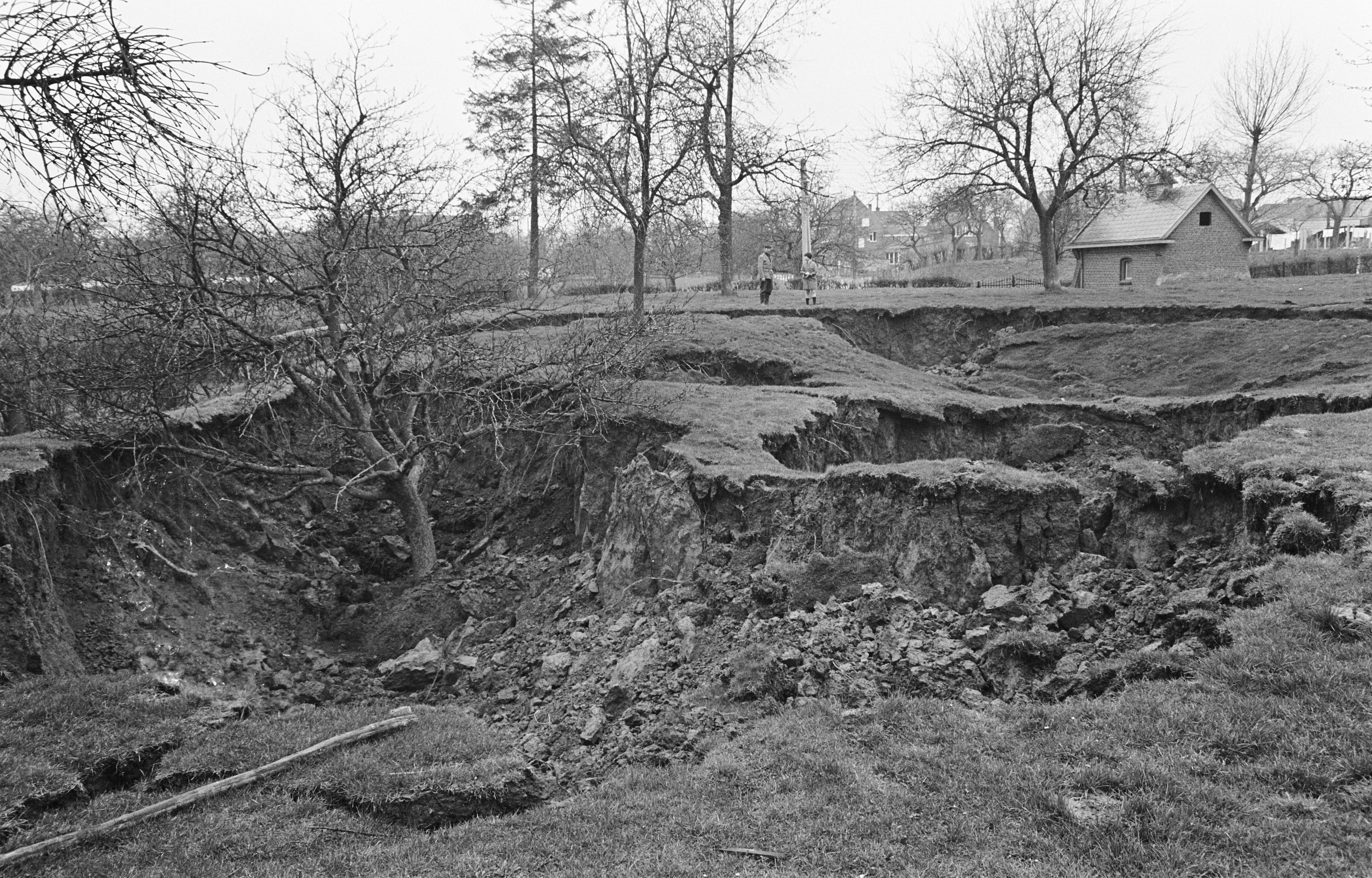
Szkody górnicze w Riemst w 1966 roku.

Szkoda górnicza – szkoda spowodowana działalnością zakładu górniczego. Naprawa takich szkód odbywa się wedle zasad zbliżonych do przewidzianych kodeksem cywilnym i polega na przywróceniu stanu poprzedniego lub odszkodowaniu pieniężnym. W razie braku przedsiębiorcy odpowiedzialnego za szkodę bądź jego następcy prawnego, odpowiedzialność ponosi Skarb Państwa. W sprawach spornych orzekają sądy powszechne. Roszczenia związane ze szkodą górniczą przedawniają się z upływem 5 lat od dnia stwierdzenia szkody.
Szczegółowe zasady odpowiedzialności za szkody górnicze regulują przepisy art. 144-152 Prawa geologicznego i górniczego.
Wraz z wejściem w życie 1 stycznia 2012 r. znowelizowanej ustawy Prawo Geologiczne i Górnicze zmianie uległy terminy przedawnienia roszczeń o naprawę szkód górniczych. Poprzednio obowiązujące przepisy odsyłały wprost do Kodeksu cywilnego, który dla roszczeń z czynów niedozwolonych stanowił 3-letni termin przedawnienia liczony od dowiedzenia się o szkodzie i osobie odpowiedzialnej do jej naprawienia (art. 422(1) k.c.). Obecnie art. 149 ustawy Prawo geologiczne i górnicze określa 5-letni termin przedawnienia roszczeń o naprawę szkód górniczych, który liczony jest od dnia dowiedzenia się o szkodzie.